# 나베시마 나오쓰구

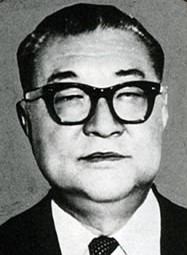
나베시마 나오쓰구

나베시마 나오쓰구(일본어: 鍋島直紹)는 일본의 화족, 정치인이다. 작위는 자작. 사가현지사, 과학기술청 장관을 지냈다.
선대 자작 나베시마 나오타다의 장남이다. 마쓰다이라 요시코, 이방자, 야스히토 친왕비 세쓰코와는 사촌간이다.
| 전임 나베시마 나오타다 | 제3대 (가시마)나베시마 자작가 당주 1939년 ~ 1947년 | 후임 작위 반환 |